# 私は加護女
『私は加護女』（わたしはかごめ）は、原作：高橋葉介・作画：近藤豪志による日本の漫画作品。『週刊少年チャンピオン』で2007年15号から43号まで連載された。単行本全4巻。
「神出鬼没の謎のお手伝いさんが、不思議な力で依頼された家の子供を護る」をコンセプトにしたホラーファンタジー作品。基本的に一話完結か短編連載（オムニバス）で、各話に出てくる人物の設定は毎回異なる。

## 登場人物
加護女（かごめ）
主人公。依頼された家の人間を不思議な力で護る。
主に空を飛べる、妖怪や悪霊などと戦い消滅させる、カゴの目を描き別の空間に移動できる、人の心の中に入り会話ができる、時間を操れるなどの能力を持っている。
数百年前の過去や元・加護女も登場しているおり、1人の人物ではなく何百年にわたり存在しており、時代ごとに何人もの加護女が活動している。弱点は「籠の中に入れられること」。
津刃女（つばめ）
加護女の仲間で同じく不思議な能力が使えるお手伝いさん。加護女と同様にさまざまな能力が使えるが、マイペースでドジなところもある。加護女と同種の存在と思われる。
矢婆女（やばめ）
元・加護女。現在は人気旅館の女将を勤めており、津刃女や加護女を仲居としてこき使っていた。
G・G（グレート・ガッポ）
マジシャンの様ないでたちの男。霊や妖怪を操り悪事を働くが加護女に敗れている。加護女の弱点を知っていた。
正体は不明。
有野隆一（ありの りゅういち）
連載末期に登場した少年。住んでいたマンションの怪事が続いた際に加護女と知り合い、見込みがあるとして加護女のパワーを与えられる。数年後、アルバイト先で加護女と再会し、雇い主の女性・奇子と結婚し一男一女を儲けた。
息子の隆児は刑事となっている。

## 備考
- サブタイトルは「加護女“○○”する」となっている。「○○」の部分には映画のタイトルが入る（『Jaws』、『チャイルド・プレイ』など）。マイナー作品の場合は、目次の作者コメントでフォローが入った事もある。
- 短期連載を経て連載開始となるが、後期は加護女の衣装ネタが減り、完全には救われていないような回も出てきた上に、過激な描写や展開も少なかった事から「花子さんがきた!!」や「学校の怪談」のような低年齢向けの怪談漫画のような展開も増えてきた。この事から他の少年誌に比べ読者の年齢層の高い『チャンピオン』ではあまり人気は得られず半年で打ち切りとなった。
- 作画の近藤の次回作『荒神』が掲載された『週刊少年チャンピオン』2008年39、40号では、この作品の巻数が「全3巻」に間違えられた。

## 書誌情報
- 高橋葉介（原作）・近藤豪志（作画） 『私は加護女』 秋田書店〈少年チャンピオンコミックス〉、全4巻
  1. 2007年4月7日発売、ISBN 978-4-253-21271-7
  2. 2007年7月6日発売、ISBN 978-4-253-21272-4
  3. 2007年10月5日発売、ISBN 978-4-253-21273-1
  4. 2007年11月8日発売、ISBN 978-4-253-21274-8